# Hammerschmiede (Talhausen)

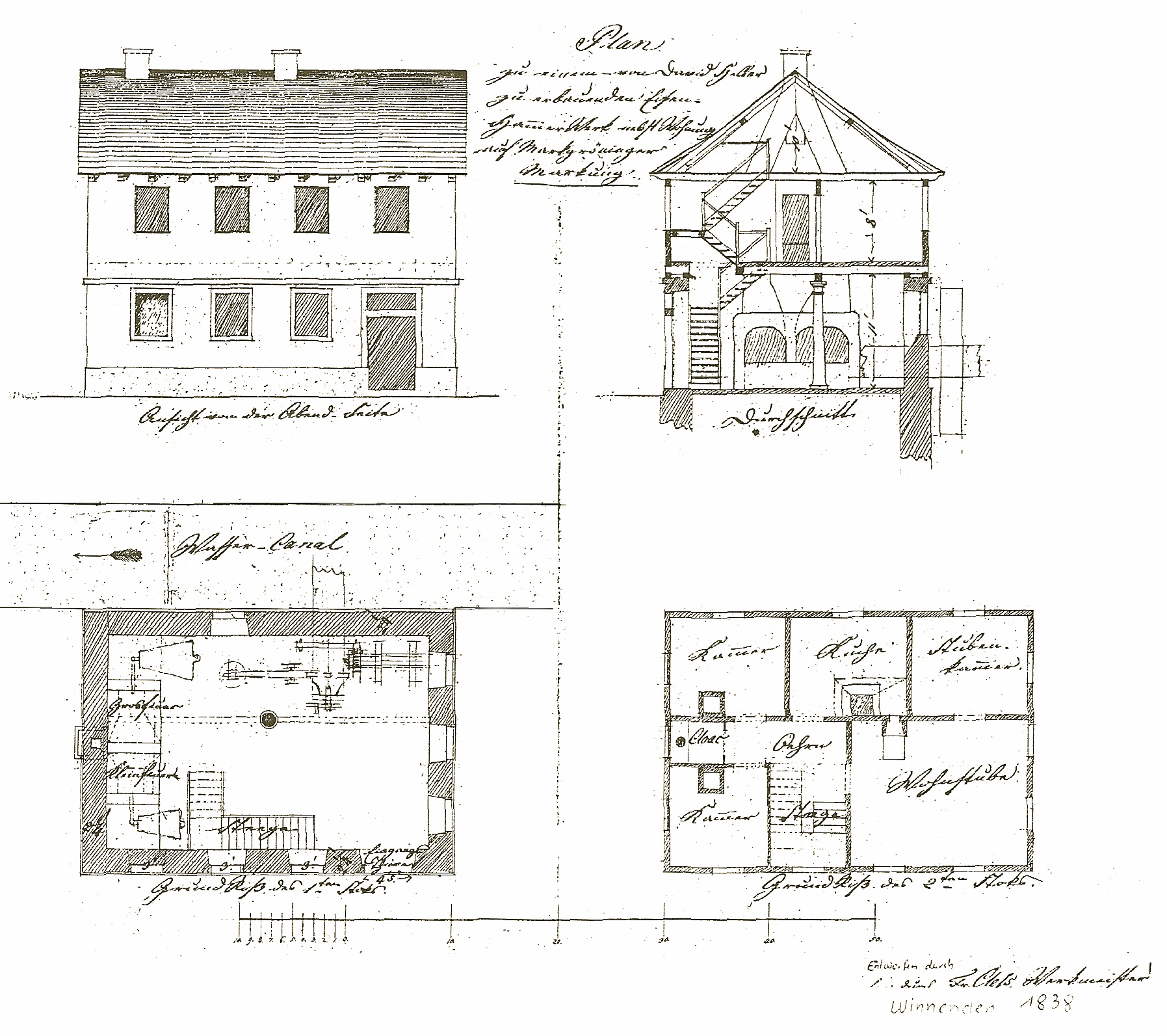
Bauplan für die Hammerschmiede Talhausen (1838)

Die Hammerschmiede an der Glems war eine mit Wasserkraft betriebene Fabrik auf der Gemarkung des Markgröninger Stadtteils Talhausen.

## Geschichte

### Schmiedewerkstatt
Der Bau der Hammerschmiede wurde 1838 vom Schmiedemeister David Heller aus Leutenbach für einen Standort links der Glems beantragt und 1840 schließlich recht der Glems anstelle eines Hofs am Fuß des Schlüsselbergs erstellt. Das Gebäude maß 8,6 mal 5,7 Meter, lag an einem 80 Meter langen, rechts von der Glems abgezweigten Kanal und wurde zuerst von einem, später von zwei unterschlächtigen Wasserrädern angetrieben. Auf der nördlichen Stirnseite der Schmiede wurden zwei Essen für Groß- und Kleinfeuer mit je einem Blasebalg in den Ecken eingerichtet. Gefertigt wurden Pflugscharen, Schaufeln, Spaten, Pickel, Hacken und Karste, Beile und Äxte, Hämmer und Meisel sowie Eisenreifen für Fässer und Räder. Oder spezielle Einzelanfertigungen wie Wellen und Lager auf Bestellung der anderen Müller im Tal.

### Zweites Standbein
1860 erhielt Heller die Erlaubnis von Oberamt und Stadt, ein unterschlächtiges Wasserrad zum Betrieb einer Schleifmühle mit Hanfreibe neben der Hammerschmiede zu installieren.

### Fabrikbetrieb
Um 1880 richtete Johann F. Keuerleber hier eine Maschinenteile- und Werkzeugfabrik ein. Sie erhielt 1908 ein 5 m hohes und 1,21 m breites mittelschlächtiges Zellenrad, das bei 300 l/s Wasserzufluss eine Leistung von 5,4 PS lieferte. 1920 wurden Stauhöhe und Gefälle um 34 cm erhöht und das Wasserrad durch eine Francis-Turbine ersetzt, die nun Strom zum Betrieb der Maschinen in der erweiterten Fabrik lieferte. Während des Zweiten Weltkriegs waren die Fabrik und ihre Arbeitskräfte als „kriegswichtig“ eingestuft. Danach hat die Fabrik Bohrmaschinen produziert. Sie wurden mit dem Handwagen auf den Bahnhof nach Markgröningen gefahren, von wo sie bis nach Holland vertrieben wurden. Auch Wagenspindeln für Handwagen und Metallschleifen für Telegrafenmasten wurden hier hergestellt.

### Relikte
1958 gab Robert Keuerleber die Produktionsstätte auf und verlegte den Fabrikbetrieb nach Markgröningen. 1975 verzichtete Keuerleber auf die Wasserrechte an der Glems. Darauf hat man den Mühlkanal verfüllt und das Wehr beseitigt. Das 1839/40 erbaute Gebäude der ehemaligen Hammerschmiede und das Keuerlebersche Fabrikgebäude sind noch vorhanden.